# Cerkiew św. Dymitra w Parcewie
Cerkiew pod wezwaniem św. Dymitra Sołuńskiego – prawosławna cerkiew cmentarna w Parcewie. Należy do parafii Zmartwychwstania Pańskiego w Bielsku Podlaskim, w dekanacie Bielsk Podlaski diecezji warszawsko-bielskiej Polskiego Autokefalicznego Kościoła Prawosławnego.
Świątynia znajduje się na cmentarzu z XIX wieku o powierzchni 0,4 ha.
Dawna cerkiew unicka, wybudowana na początku XIX w. Po 1839 prawosławna. W 1897 dobudowano kruchtę z wieżą-dzwonnicą. Ostatnia przebudowa cerkwi miała miejsce w 1921.
Budowla drewniana, o konstrukcji zrębowej, wzniesiona na planie ośmioboku, trójnawowa. Nad wejściem dwuspadowy daszek, wsparty na dwóch bocznych ścianach. Nad kruchtą czworoboczna wieża-dzwonnica z blaszanym dachem namiotowym, zwieńczonym baniastym hełmem. Nad centralną częścią cerkwi ośmioboczny, blaszany dach namiotowy, zwieńczony wieżyczką z baniastym hełmem.
Uroczystość patronalna obchodzona jest 8 listopada (według starego stylu 26 października).
Cerkiew wpisano do rejestru zabytków 26 października 1966 pod nr A-34.